# 今別站
今別站 （日语：／ Imabetsu eki */?）是一由東日本旅客鐵道（JR東日本）所管理的鐵路車站，位於日本青森縣東津輕郡今別町，平日只提供五班普通列車服務。
JR北海道在今別町內亦設有唯一位處本州上，最初以海峽線名義開設了「津輕今別」的車站，可是兩站的相距卻甚遠，倒是線內另一個車站津輕二股站則位於津輕今別站旁邊。後來因應改為北海道新幹線車站而易名為「奧津輕今別站」。

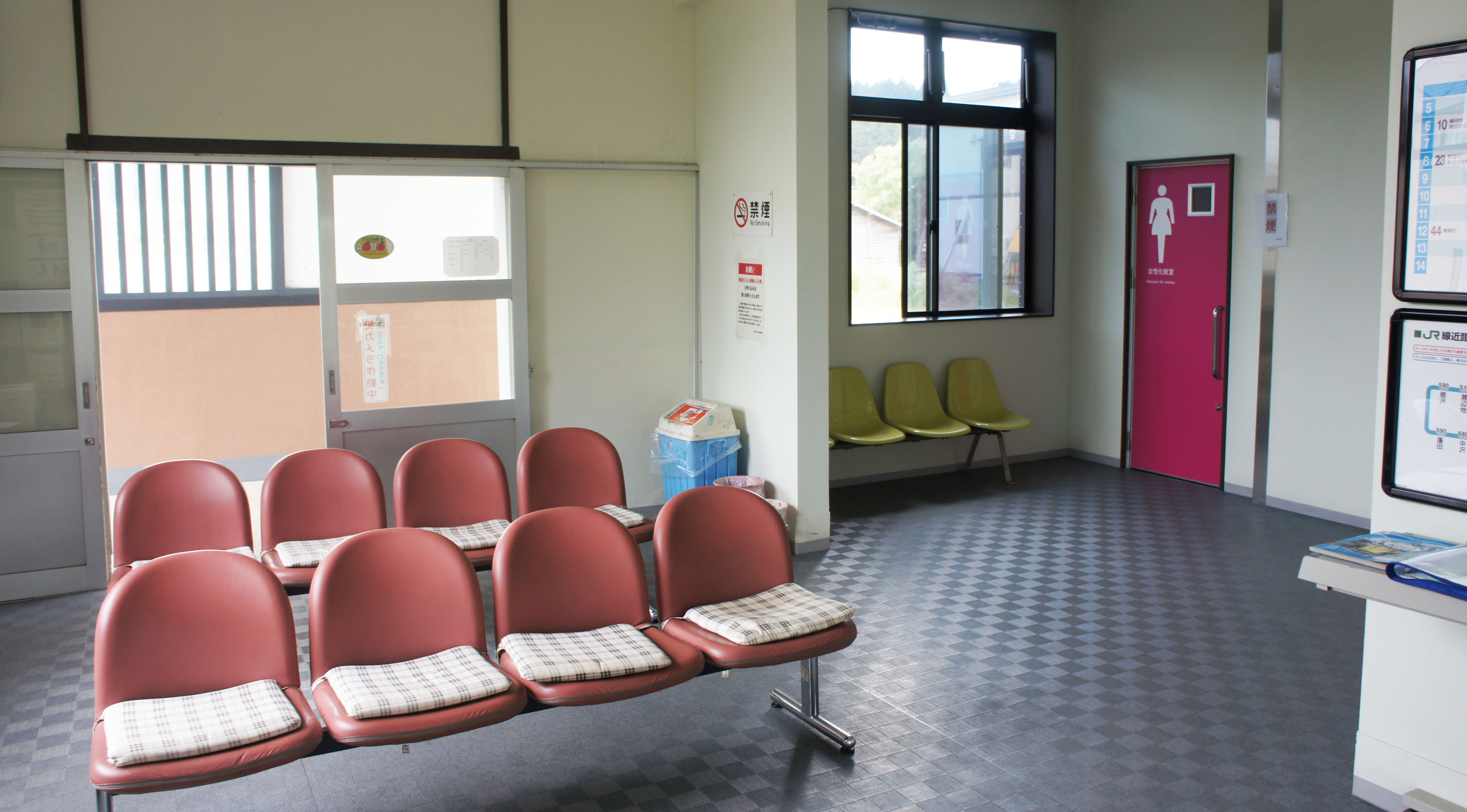
車站內部（2020年8月）

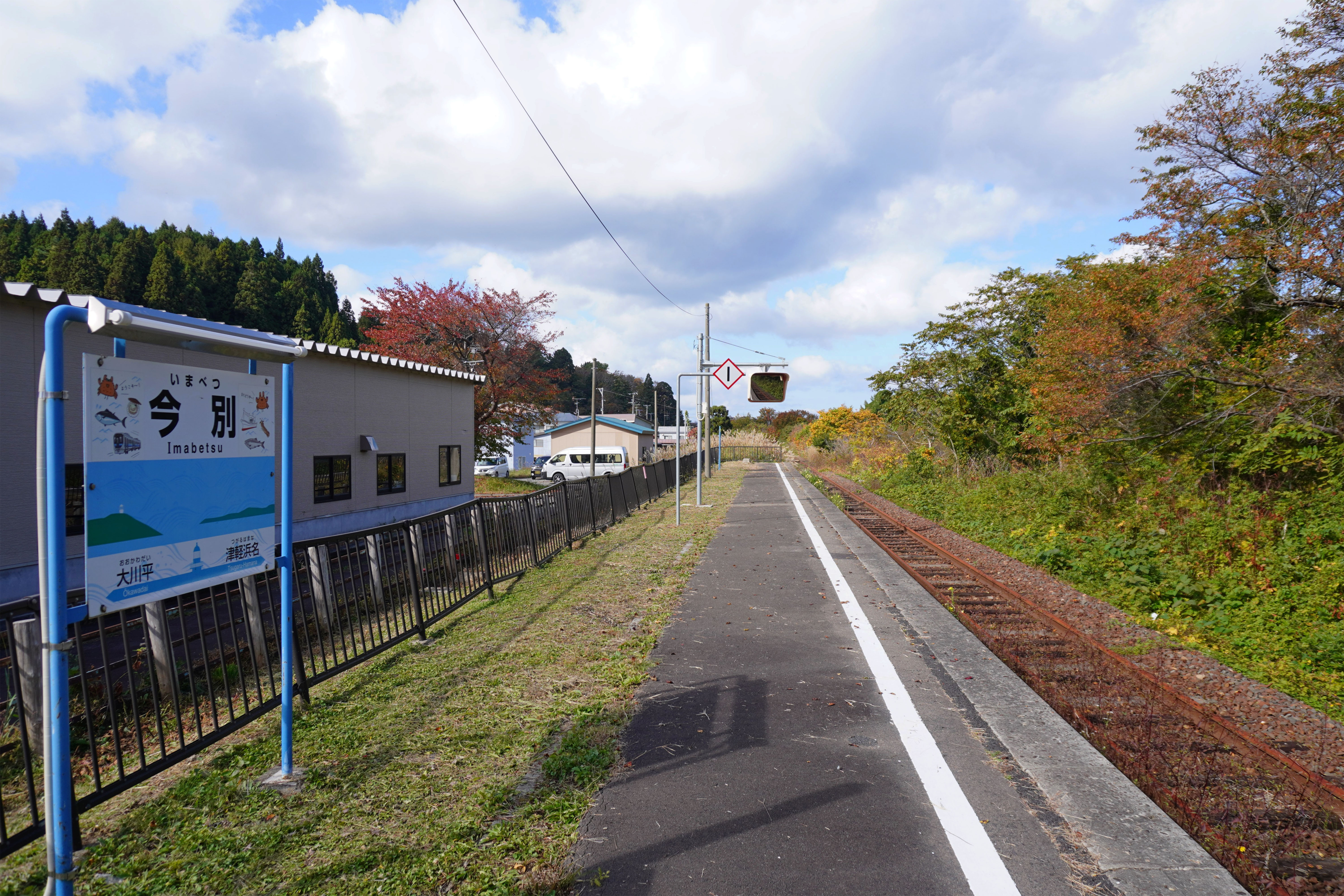
月台（2023年10月）

## 車站結構
設有以水泥加固外牆的單層站舍，入站後即為候車室。本站原設有站務室及售票窗口，但自從完全無人化後，窗口現已被圍板所圍封，而原站務室出入口亦被圍板所封閉。
開站初期為島式月台，提供1面2線的配置，後來因業務清閒，交換設施遭撤去，只留下遠離站舍一方的路軌仍然使用（原上行路軌）。故現成變為側式月台1個，列車不能交換。而原下行月台現變成小種植斜台。
月台出入口位於末端向大川平方向，為無障礙斜道。有效長度為約為3輛。列車在下行往三廐方向時，使用車門左側上落；上行往蟹田方向則改為列車右側上落。

## 歷史
- 1958年10月21日：開業。
- 1970年4月1日：改為業務委託站，由三廄車站管理。
- 1980年代前半：改為簡易委託站。
- 1987年4月1日：國鐵分割民營化，車站改由JR東日本管轄。
- 2003年7月1日：停止簡易委託，改為無人站。

- 2017年：

- 6月15日：開展站房改善工程。
- 8月1日：工程完成，候車室擴充，也增設了男、女專用洗手間，重新投入服務。

- 2019年：

- 4月29日：新中小國號誌站與三廄車站間路段啟用调度集中系统（CTC）。
- 6月1日：隨著三廄站從直營站降為無人站，不再設有站長，本站亦改由青森車站管理。

- 2022年8月3日：受豪雨令部份路段受到破壞，蟹田～三廄列車服務暫停，改以代行巴士及社區的士暫代[5][6]。

## 相鄰車站
東日本旅客鐵道
■津輕線
大川平－今別－津輕濱名

## 外部連結
- 今別站（JR東日本）（页面存档备份，存于）（日語）